# Irmgard Sonnen
Irmgard Sonnen (* 1954 in Düsseldorf) ist eine deutsche Grafikdesignerin, Typografin, Buchgestalterin und Hochschullehrerin.

## Biografie
Irmgard Sonnen studierte visuelle Kommunikation an der Fachhochschule Düsseldorf. 1979 gründete sie ein eigenes Büro für Editorial Design und Corporate Design. Seit 1981 unterrichtete sie Grafikdesign und Typografie an der Fachhochschule Düsseldorf. Für ihre Arbeiten erhielt sie und ihre Studierenden Auszeichnungen (red-dot-award, Joseph-Binder-Award, Plakat-Biennale Warschau). 2008 nahm sie eine Professurvertretung an der Bergischen Universität Wuppertal wahr. Bis 2010 war sie Vertretungsprofessorin an der Fachhochschule Düsseldorf, von 2012 bis 2019 Honorarprofessorin im Fachbereich Design der Fachhochschule Düsseldorf.
Irmgard Sonnen konzipierte und gestaltete ein Kalendertagebuch Zur Poesie des Augenblicks. Ein Tagebuch für 365 Zeitpunkte.
In Anna Blume ist rot verbindet sie Zitate, Essays und Gedichte über Farben aus den Bereichen der Bildenden Kunst, der Poesie und der Wahrnehmungspsychologie. In ihrem Buch Balancieren auf dem Gedankenstrich zwischen Schweigen und Reden stellt sie Analogien über das Unsagbare, die Lücke der Erinnerung, die Leerstelle und den Zwischenraum her. Im 2007 gegründeten Queredo-Verlag gestaltet sie Bücher an der Schnittstelle von Literatur, Poesie, Kunst und Design.
2013 folgte die Initiative, Projektleitung und Herausgabe des Buches: Dieter Fuder: Der Funke der Semantik. Designtheorie als Erkenntnismethodik. Das posthum entstandene Buch stellt den Germanisten, Philosophen und Medienwissenschaftler vor und versammelt seine bisher veröffentlichen Texte und Vorträge zu Fragen der inter- und transdisziplinären Medienästhetik und Medienphilosophie.
2015/16 forschten Studierende an der Fakultät Design der Hochschule Düsseldorf unter der Leitung von Irmgard Sonnen und Kathrin Tillmanns mit einer Recherche und Neugestaltung zu Ideen. Das Buch Le Grand von Heinrich Heine. „Die visuelle Beschäftigung mit dem Text entspricht der Offenheit der Heine‘schen Form, bei der »in schnellem Tempo Stil und Sprachebenen gewechselt, Gattungsgrenzen überschritten, herkömmliche Muster verletzt« werden, wie es der Heine-Kenner Bernd Kortländer einmal beschrieb.“ Das Lehr- und   Forschungsprojekt wurde 2016/17 im Heinrich-Heine-Institut ausgestellt. Zwei weitere Ausstellungsstationen folgten in der Hochschule Düsseldorf und in der Doshisha-Universität in Kyoto.
2019 gab Irmgard Sonnen die Künstlermonographie über den Direktor der Peter-Behrens-Werkkunstschule: Hans Georg Lenzen heraus. Sie beschäftigt sich mit seinem Werk, das die „Welt als Schauplatz“, gesellschaftliche Themen in ihrer Vieldeutigkeit und die Bühne mit ihren tragischen oder komischen Gestalten thematisierte.
In der 2024 erschienenen Publikation Buchräume öffnen Denkräume dokumentiert Sonnen 14 Buchprojekte, davon drei Lehr- und Forschungsprojekte. Sie verdeutlicht in diesem Werk den Einfluss von Sprache und Literatur, Musik und Kunst auf visuelle Prozesse und untersucht Fragen der interdisziplinären Medienästhetik.

## Veröffentlichungen
- Zur Poesie des Augenblicks. Ein Tagebuch für 365 Zeitpunkte. Queredo-Verlag, Düsseldorf 2004, vergriffen.
- Anna Blume ist rot. Farbe als Ereignis. Positionen, Essays, Gedichte. Queredo-Verlag, Düsseldorf 2007, ISBN 978-3-00-021255-0.
- Balancieren auf dem Gedankenstrich, Queredo-Verlag. Düsseldorf 2009, ISBN 978-3-00-026961-5.
- als Herausgeberin: Dieter Fuder, Der Funke der Semantik. Designtheorie als Erkenntnismethodik. Rasch-Verlag, Bramsche 2013, ISBN 978-3-89946-199-2.
- als Herausgeberin: Sprache als Ereignis. Ein allegorischer Liebesbrief. Ausstellungskatalog zu »Ideen. Das Buch Le Grand« von Heinrich Heine. Irmgard Sonnen, Hochschule Düsseldorf, Fakultät Design, Düsseldorf 2016, ISBN 978-3-00-053558-1.
- als Herausgeberin: Hans Georg Lenzen. Mit leichter Hand. Die szenische Metaphorik des Zeichnerischen. Irmgard Sonnen, Hochschule Düsseldorf, Fakultät Design, Düsseldorf 2019, ISBN 978-3-00-062056-0.
- als Herausgeberin: Der Morgen ist schön. Hanni Kowalczyk 1924–2004. Bilder haben Gedanken. Queredo-Verlag, Düsseldorf 2020, ISBN 978-3-00-066858-6.
- Lustwandeln. Für Flaneure und Landstreicher, Szenarien eines Spaziergangs. Queredo-Verlag, Düsseldorf 2021, ISBN 978-3-00-069548-3.
- Buchräume öffnen Denkräume, Lehren und Forschen, Queredo-Verlag, Düsseldorf 2024, ISBN 978-3-00-079313-4